# HIT SONG MAKERS 〜栄光のJ-POP伝説〜
『HIT SONG MAKERS 〜栄光のJ-POP伝説〜』（ヒットソングメーカーズ　えいこうのジェイポップでんせつ）は、BSフジで放送されている音楽ドキュメンタリー番組である。2005年日本民間放送連盟賞・テレビエンターテインメント番組部門 最優秀賞受賞番組。

## 概要
新しい日本のポピュラーミュージック "J-POP"。その歴史を辿ると、数え切れない曲を世に送り出し J-POPの基礎を築いたさまざまな作曲家・作詞家達がいた。今聴いても少しも色褪せない当時のヒット曲には、今巷に流れている楽曲にはない「何か」があった。この番組は、そういった往年のヒット曲の数々を当時と現代のアーティスト達が歌い、それを作り出したヒットメーカー達にスポットを当て、関係者のインタビューや当時の映像と共に紹介する音楽ドキュメンタリーシリーズである。
第1回ではマスコミの取材にはほとんど応じることのなかった筒美京平を取り上げる。筒美の回は2005年日本民間放送連盟賞・テレビエンターテインメント番組部門の最優秀賞を受賞。日本の大衆音楽史に大きく貢献した筒美の歩みの全体像が理解できる、優れたエンターテインメント作品であることが評価された。
2005年末に終了後は長らく放送が無かったが、2013年1月より過去放送分の一部が再放送。3月より新作が放送される。

## 放送リスト

### 2005年
| 回 | テーマ                        | 初回放送日時                                                             | 出演者 |
| -- | ----------------------------- | ------------------------------------------------------------------------ | --- |
| 1  | 筒美京平                      | 2005年1月1日 19:00 - 20:55 （前編：19:00 - 19:55 後編：20:00 - 20:55）   | 筒美京平、橋本淳、松本隆、なかにし礼、すぎやまこういち、萩田光雄、酒井政利、小西康陽、恒川光昭、東元晃、泉明良、白川隆三、伊集加代、いしだあゆみ、弘田三枝子、太田裕美、中西圭三、白石玉貴、TOKU |
| 2  | 宮川泰                        | 2005年1月21日 22:00 - 22:55                                              | 宮川泰、弘田三枝子、中尾ミエ、伊東ゆかり、園まり、草野昌一（漣健児）、草野浩二、斉藤太朗、佐山雅弘、槇みちる                                                                                     |
| 3  | すぎやまこういち              | 2005年2月4日 22:00 - 22:55                                               | すぎやまこういち、岸部一徳、本城和治、伊藤仁、浜崎貴史、白鳥英美子、他 |
| 4  | 村井邦彦                      | 2005年2月18日 22:00 - 22:55                                              | 村井邦彦、すぎやまこういち、山上路夫、東海林修、森山良子、細野晴臣、ムッシュかまやつ、岸部一徳、ミッキーカーチス、有賀恒男、本城和治、山本潤子、トワ・エ・モワ                                   |
| 5  | CMとJ-POP                     | 2005年3月4日 22:00 - 22:55                                               | 桜井順、他 |
| 6  | ザ・スパイダースSP            | 2005年3月18日 21:30 - 22:55                                              | ムッシュかまやつ、井上堯之、他 |
| 7  | 都倉俊一＆阿久悠              | 2005年5月13日 22:00 - 22:55                                              | 都倉俊一、阿久悠、山本リンダ、髙橋真梨子、他 |
| 8  | 宇崎竜童＆阿木燿子            | 2005年5月27日 22:00 - 22:55                                              | 宇崎竜童、阿木燿子、他 |
| 9  | 来生たかお＆来生えつこ        | 2005年6月10日 22:00 - 22:55                                              | 来生たかお、来生えつこ、大橋純子、他 |
| 10 | 鈴木邦彦                      | 2005年8月5日 22:00 - 22:55                                               | 鈴木邦彦、なかにし礼、橋本淳、草野浩二、中村順子、黛ジュン、森田健作、西城秀樹 |
| 11 | 林哲司                        | 2005年8月19日 22:00 - 22:55                                              | 林哲司、売野雅勇、上田正樹、杉山清貴、他 |
| 12 | ニッポンのRock Guitar History | 2005年12月31日 19:00 - 20:55 （前編：19:00 - 19:55 後編：20:00 - 20:55） | Char、鈴木茂、鮎川誠、エディ藩、三原綱木、寺内タケシ、ムッシュかまやつ、井上堯之 |

### 2013年
| 回 | テーマ     | 初回放送日時                | 出演者 |
| -- | ---------- | --------------------------- | --- |
| 13 | 中村八大   | 2013年3月24日 21:00 - 21:55 | 永六輔、黒柳徹子、大橋巨泉、鈴木邦彦、山上路夫、田辺靖雄、九重佑三子、デューク・エイセス、他                                 |
| 14 | いずみたく | 2013年5月11日 21:00 - 21:55 | 永六輔、やなせたかし、山上路夫、渋谷毅、山川啓介、草野浩二、デューク・エイセス、佐良直美、今陽子、由紀さおり、他             |
| 15 | 浜口庫之助 | 2013年7月27日 21:00 - 21:55 | 渚まゆみ、浜口茂外也、堀威夫、長田幸治、草野浩二、橋本淳、島倉千代子、マイク眞木、錦野旦、小野リサ、他                       |
| 16 | 井上大輔   | 2013年8月31日 21:00 - 21:55 | ジャッキー吉川とブルー・コメッツ、川村龍夫、橋本淳、湯川れい子、宇崎竜童、富野由悠季、小池哲夫、井上孝雄、鈴木雅之、DEEN、他 |

### 2014年
| 回 | テーマ       | 初回放送日時                 | 出演者 |
| -- | ------------ | ---------------------------- | --- |
| 17 | 青山純追悼SP | 2014年12月20日 19:00 - 20:55 | 青山英樹、青山友樹、伊藤広規、阿部薫、吉田保、安藤正容、和田アキラ、渡嘉敷祐一、土方隆行、新川博、杉真理、小川美潮、仙波清彦、山本雄一、他 |

### 2016年
| 回 | テーマ                               | 初回放送日時                | 出演者 |
| -- | ------------------------------------ | --------------------------- | --- |
| 18 | 松本隆SP〜置き去りにできない歌物語〜 | 2016年4月24日 21:00 - 22:55 | 松本隆、鈴木茂、森進一、南佳孝、石川セリ、太田裕美、久保田洋司、入船陽介、さかいゆう、冨田ラボ、他                                                             |
| 19 | 山上路夫                             | 2016年6月5日 21:00 - 22:25  | 山上路夫、村井邦彦、平尾昌晃、鈴木邦彦、山川啓介、塩崎喬、中島二千六、森山良子、トワ・エ・モワ、野口五郎、小柳ルミ子、ウィリアムス浩子、他                     |
| 20 | なかにし礼                           | 2016年12月4日 21:00 - 22:55 | なかにし礼、平尾昌晃、村井邦彦、鈴木邦彦、川口真、松村慶子、武田京子、中島二千六、菅原洋一、黛ジュン、黒沢年雄、加藤登紀子、北原ミレイ、仲マサコ、島田歌穂、他 |

## 地上波放送
- 第1回・筒美京平の回は、2005年5月15日にフジテレビの深夜番組「メディアの苗床」枠で放送 （前後編を1時間にまとめた短縮バージョン）。

## 歴代スタッフ
東通の技術スタッフと演出制作班の波多野・浜川・倉沢・次廣・高橋は、かつて1993年にフジテレビ地上波深夜で放送していたアコースティック音楽番組『WOOD』を制作。
- 企画：金光修（BSフジ）
- 監修：濱田高志（#12,#17,#18を除く全ての回）、坂口修（ninpop corp.・#1-#6のみ）、#17植竹公和、#18は監修者クレジットなし
- 技術：鈴木康夫、大野英樹、加藤拓、高橋功、張載英、清達彦　ほか
- カメラ：近藤弘志、池内和夫、長濱誠、清達彦、張載英、加賀谷顕二、斉藤僚、広江健志、藤井明里、宮下靖弘、越智宏亮、田中和彦、伊藤優二、江戸洋史、堀川伸悟、清水亮、大林祐　ほか
- ＶＥ：財津英司、吉永明久、大野典明、間瀬拓之、穂積大輔、石川浩之、赤松比呂志、田辺光、戸谷三紀　ほか
- ＶＴＲ：渡辺秀明、南原光三、古川久美子
- 照明：松本修一、金子拓矢、高山喜博、白石雄二、小林章　ほか
- 音声：中田重臣、安藤宗好、久保琢也、戸谷三紀　ほか
- ミキサー：山崎淳、児嶋聖平、金子裕一、宮田泰司、内藤ひさし、柏倉吉紀、原田しずお、万波幸治　ほか
- ＰＡ：吉田岳　ほか
- 編集：福島兼広・佐藤雅之、佐藤学、石井謙作・菅原正一・中野政幸・高木宏輔・若狭悠飛、麻田誠・山崎進　ほか
- ＭＡ：堀田元子、横倉巌・横田良孝・高田淳之介、高山元・堀口誠・牧野友樹・濱口大蔵、松元祐二　ほか
- 音効：國安啓
- オープニングＣＧ：石川祐里
- 美術プロデューサー：本田邦宏（#18）
- デザイン：邨山直也（#18）
- 美術進行：鈴木あみ（#18）
- アートフレーム：三浦文裕（#18）
- ヘアメイク：山本司朋、一條純子
- 技術協力：東通、TLC、サンライズアート、TAMCO、サンフォニックス、TSP、共同テレビジョン、蓮、ライズ・アップ (関西東通グループ)、Bunkamura Studio、東通ビデオセンター、クロースタジオ、ヌーベルPC→ヌーベルアージュ、サウンドシティ、IMAGICA、アバコ・クリエイティブ・スタジオ、芝浦スタジオ、The 1633 tokyo、BS&Tスタジオ、MIXER'S LAB、K2ファクトリー、プロカム、スタジオブル、West 4th Production、早稲田アバコスタジオ、グラスプ アット ジ エアー  ほか
- 美術協力：フジアール（#18）※以前はアックスが担当
- ミュージシャンコーディネート：納屋和貴（#18）
- 編成：河本晃典（BSフジ 特番以降）
- 広報：関口裕之、渡辺裕予、瀬尾万里子、村石花奈実、古家久美子、木内真子（全員BSフジ）
- 資料提供：鈴木啓之（MUSIC GARDEN・毎回）、本城和治（#18）、濱田高志（#18）、榊󠄀原一夫、吉葉一郎、会田一美、高島幹雄 ほか
- 構成・演出：倉沢尚宏、次廣靖、高橋純、萩原謙治、牧良昭　ほか
- プロデューサー：立本洋之（BSフジ）、波多野健、浜川久美、菊池計理 (特番以降)、宇賀神裕子 (特番以降)
- 制作著作 (以前は制作)：BSフジ、イースト→EAST ENTERTAINMENT→E&W→EAST

## DVD
- HIT SONG MAKERS 栄光のJ-POP伝説 [DVDエディション]　2006年5月25日発売